# Eishi Kibune
Eishi Kibune (jap. 木船栄士, Kibune Eishi; * 11. Februar 1968) ist ein japanischer Badmintonspieler. 

## Karriere
Eishi Kibune siegte 1987 und 1988 bei den japanischen Studentenmeisterschaften. 1988 gewann er bei den gesamtjapanischen Titelkämpfen Silber im Herrendoppel, 1991 Silber im Mixed. 1992 erkämpfte er sich noch einmal Bronze im Doppel. 1989 nahm er an den Badminton-Weltmeisterschaften teil.